# Kapucijnenvoer

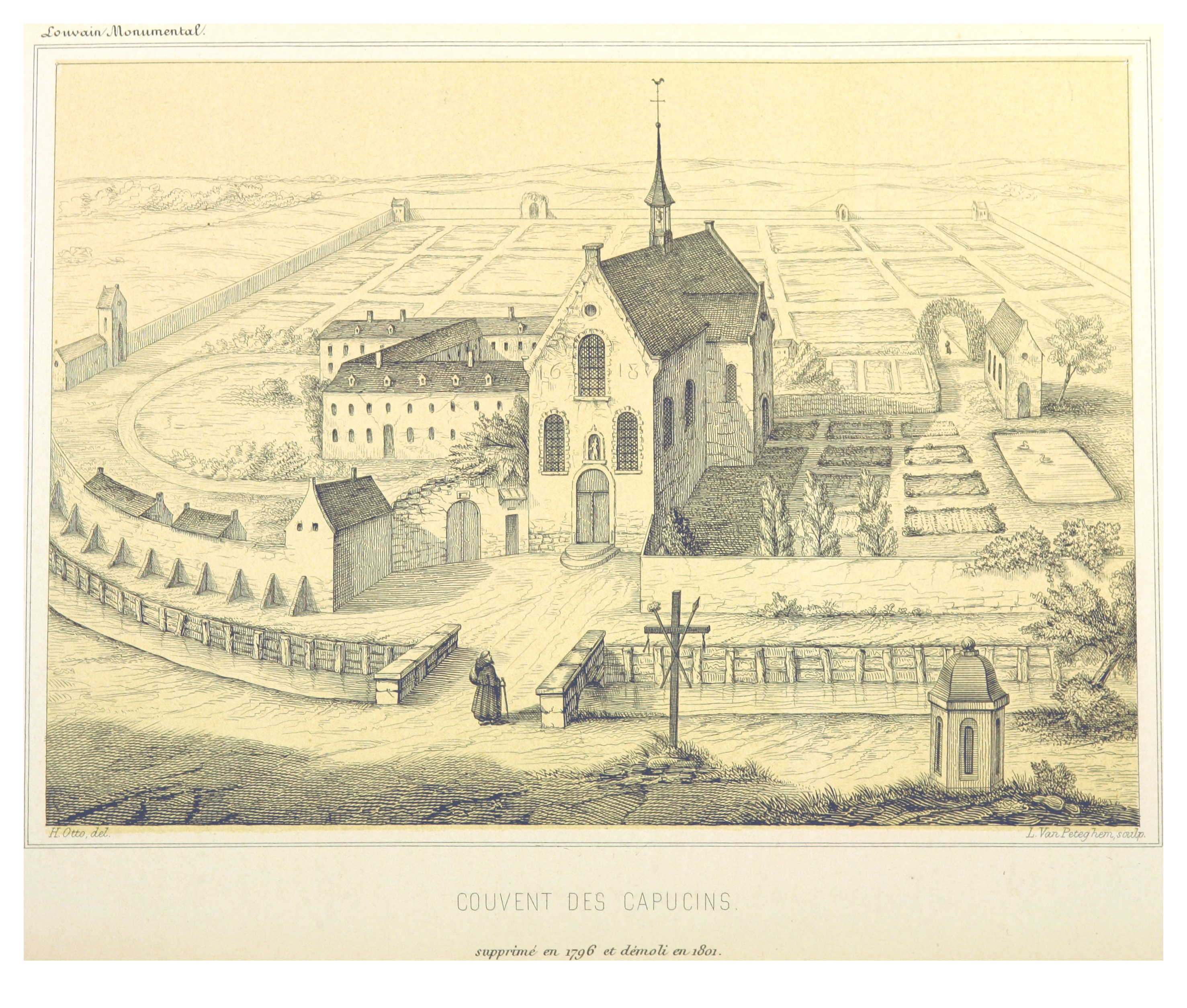
Klooster van de Kapucijnen (1595-1802) aan de Voer

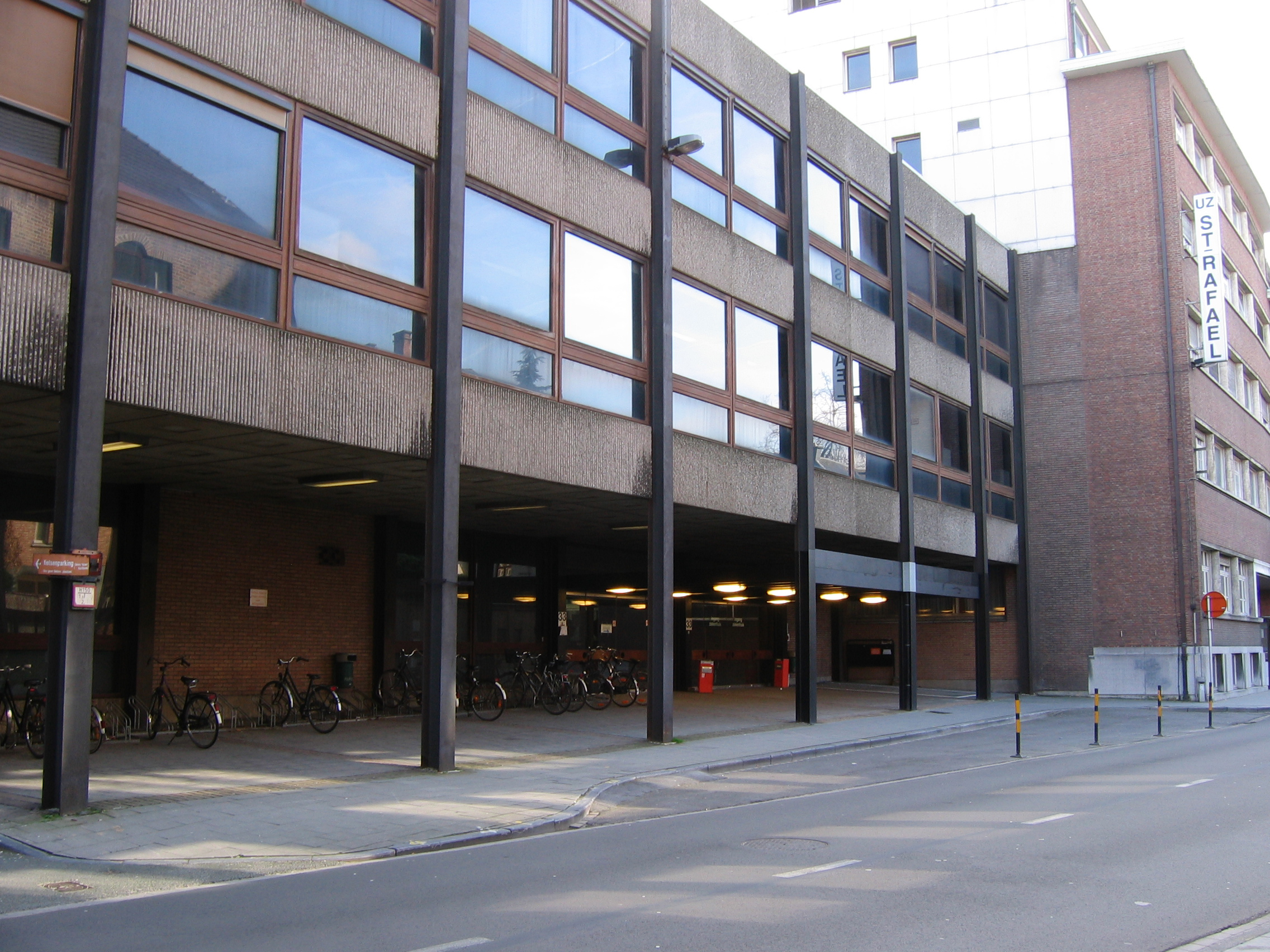
Ingang universitair ziekenhuis Sint-Rafaël aan de Kapucijnenvoer

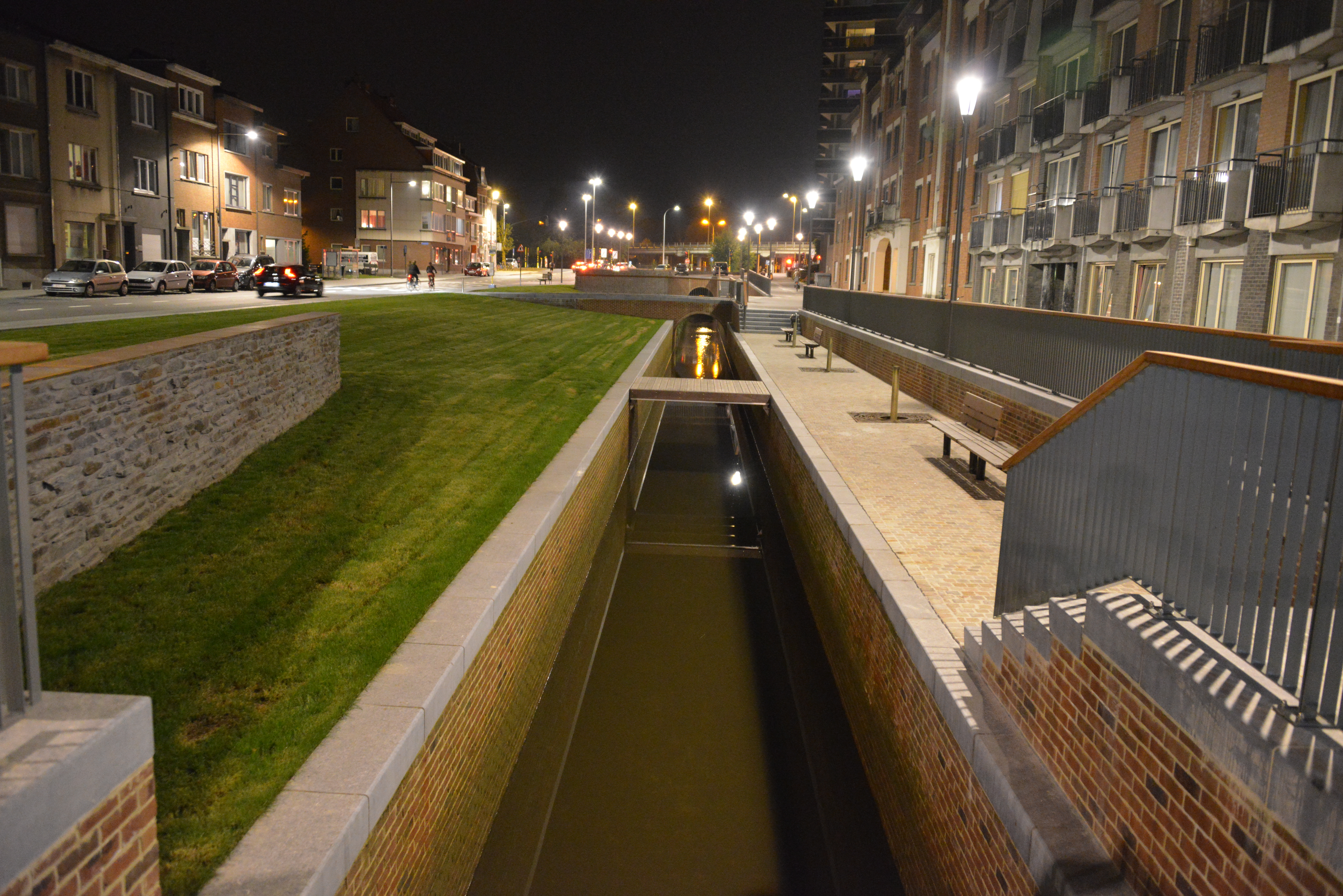
Het deel van de Voer overwelfd in 1890 heropend in 2010

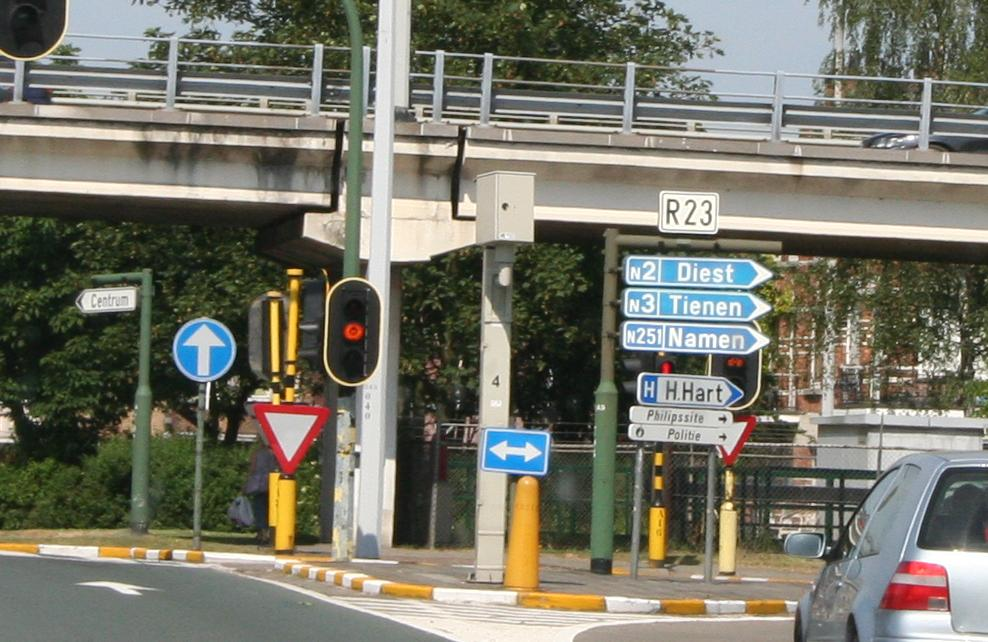
Voerviaduct aan de R23

De Kapucijnenvoer is een 16e-eeuwse straat in de Belgische stad Leuven. Ze vertrok aan de tweede ringmuur van Leuven, meer bepaald de Kleine Spui op de beek Voer; vandaag loopt op de plek van de ringmuur de ringlaan R23. De Kapucijnenvoer volgde stroomafwaarts de kronkelende Voer naar haar monding in de Dijle, aan de voet van de Keizersberg naast de Mechelsestraat. Omwille van haar excentrisch verloop liep de Kapucijnenvoer niet doorheen de eerste en oudste ringmuur van Leuven.
Het stuk weg tussen de Brusselsestraat en de Mechelsestraat heet vanaf de 19e eeuw Fonteinstraat.
Zijstraten van de Kapucijnenvoer zijn de Biezenstraat, de Minderbroedersstraat, het Grasmushof, de Bankstraat, de Janseniusstraat, de Arthur de Greefstraat, de Slachthuislaan, de Prosper Poulletlaan, de Adolphe Bastinstraat, de Ten Hovelaan en de Redingenstraat.

## Naam
De naam Kapucijnenvoer heeft een dubbele betekenis. Enerzijds is er de Voer, de beek waarlangs de straat als een aarden weg liep. Anderzijds bestond er een klooster van Kapucijnen halverwege de straat; deze is vandaag de Kruidtuin.
Tijdens het Frans bewind in Leuven was de naam korte tijd Rue de la Liberté.

## Historiek
In de 13e eeuw bestond er enkel het middenstuk van de straat, onder de naam Sint-Jacobsstraat. Daar was er bebouwing, met name de gebouwen aan de Cuythoek. Er stond de brouwerij waar Cuytbier gebrouwen werd.
Ten zuiden van de Cuythoek bouwde de Abdij van Sint-Truiden haar refugiehuis (vanaf 1470). Dit werd een eeuw later het refugiehuis van de Abdij van Vlierbeek (1572) en vervolgens het Engelse Nonnenklooster (1609).
Vanaf 1595 kreeg de straat onder de naam Kapucijnenvoer haar definitieve vorm. Dit kwam door de inhuldiging van het Kapucijnenklooster tussen de Voer en de Heilige Geeststraat. Bisschop Maas van ’s-Hertogenbosch wijdde de kloosterkerk in. De Kapucijnen betrokken een domein dat een schenking was van theoloog Jacques de Bay. De Bay was voorzitter van het Savoyecollege en korte tijd rector van de universiteit Leuven. In 1613 schonk de Bay een tweede terrein aan de Kapucijnen zodat ze voldoende plaats hadden voor het kloostercomplex en een grote tuin.
Naast het Kapucijnenklooster, richting ringmuur, bouwde in 1689 de congregatie van de zusters Maricolen hun klooster. Dit langwerpig gebouw stond langs de Kapucijnenvoer. Ze zorgden voor hun onderhoud door de verkoop van kantwerk en huiselijke voorwerpen.
Tegenover het Kapucijnenklooster bouwde professor Rega een botanische tuin (1738) alsook een anatomisch theater in deze tuin (1744).
Tijdens de Franse Tijd in Leuven werden het Kapucijnenklooster en het Maricolenklooster verkocht en afgebroken (1802). In de plaats van de tuin der Kapucijnen kwam een nieuwe botanische tuin, op vraag van de Rijksuniversiteit Leuven. De eerste botanische tuin was immers te klein geworden. De tweede botanische tuin van de universiteit werd later de Kruidtuin van de stad Leuven.
In de loop van de 19e eeuw bouwden burgers en kloosterlingen nog andere gebouwen in de Kapucijnenvoer. Dit nam toe in de tweede helft van de 19e eeuw wanneer de Voer werd overwelfd. De overwelving van de beek gebeurde in drie fasen: van de Mechelsestraat tot de Brusselsestraat (1863); deze straat heette sindsdien Fonteinstraat. Vervolgens werd de Voer overwelfd van de Brusselsestraat (Cuythoek) tot de Kruidtuin (1869) en ten slotte het deel tot de afgebroken ringmuur (1890). In dit laatste deel verrezen er werkmanshuizen, een stadsschool, een slachthuis (1908) en een publiek openlucht zwembad (1911). Het slachthuis en het zwembad werden gebouwd naar ontwerp van stadsarchitect Eugène Frische.
In de jaren 1920-1930 verrees aan de Kapucijnenvoer het universitair ziekenhuis Sint-Rafaël. Deze wordt grotendeels afgebroken in het kader van stadsrenovatie in de voormalige ziekenhuissite tussen de Voer en de Dijle (2021). In 2010 werd een stuk van de Voer opengelegd; het ging om een deel toegegooid in 1890. De aansluiting van de Kapucijnenvoer met de R23 maakt het voorwerp van een heraanleg (2021) waarbij de Voerviaduct moet verdwijnen.